# Joana Zimmer
Pour les articles homonymes, voir Zimmer.
Joana Zimmer (née le 27 octobre 1982 à Fribourg-en-Brisgau) est une chanteuse pop allemande dont la particularité est d'être aveugle.

## Discographie
- My Innermost (2005)

1. Love Is A Temple
2. Lucky Star
3. I Believe (Give A Little Bit ...)
4. When We Dance
5. I've Learned To Walk Alone
6. What You Give Is What You Get
7. Any Other Day
8. Island In The Stream
9. Got To Be Sure
10. When You Love Somebody
11. Miss You In My Arms
12. In The End
13. Because Of You

- The Voice In Me (2006)

1. Bringing Down The Moon
2. Let's Get To The Love Part
3. Have A Thing Tonight
4. If It's Too Late
5. Can't Fall Down
6. In Between
7. Don't Touch Me There
8. Don't Weigh Me Down
9. Strangest Thing
10. History
11. Bring It On
12. Hearts Don't Lie
13. What Is The Good In Goodbye
14. Bonus Track: This Is My Life

### Singles
- I Believe (Give A Little Bit...) (11 avril 2005)
- I've Learned To Walk Alone (29 août 2005)
- Let's Make History (25 novembre 2005)
- Bringing Down The Moon (15 décembre 2006)
- If It's Too Late (25 mai 2007)